# Йордан Кешишев
Йордан Кешишев български революционер, деен участник в борбата за освобождението на Добруджа.

## Семейство
Роден през октомври 1897 г. в силистренското село Малка Кайнарджа. Баща му Димитър Атанасов Кешишев и майка му Елена Димитрова са източно-православни българи. Началното си образование получава в родното село. През 1915 г. се жени за Кера Семова Кирова от същото село. През 1916 г. българската войска освобождава Добруджа и Йордан Кешишев се записва в 1 пионерен полк от София. След 1918 г. румънците отново завладяват Южна добруджа. Румънците го търсят да го мобилизират, той се укрива, но е намерен и осъден. Избягва от румънския затвор в България. През 1922 г. с жена си избягва в България и се оземляват в с. Бъзън.

## Дейност
В България се среща с други съмишленици и постъпва във ВДРО. В 1-ви (Силистренския) революционен район под ръководството на Стефан Боздуганов има 4 бойни групи. С 1-ва бойна група той влиза в окупирана Добруджа, раздава вестници, издавани от организацията, позиви и др.
Участва в много сражения с румънски въоръжени банди, войска и жандармерия. През 1925 г. участва в контрачети за премахване на румънски разбойници и български комунисти.
От 1927 г. до 1932 г. служи като полицай. По здравословни причини напуска службата и се занимава със земеделие. Личен телохранител на Иван Хаджииванов.
За заслуги към Родината е предложен за награда с народна пенсия през 1943 г.